# Франсин Нијонсаба
Франсин Нијонсаба (фр. Francine Niyonsaba; Нканда Бверу, 5. мај 1993) атлетичарка je из Бурундија; специјализовала се за дисциплину трчања на 800 м.
Франсин је национална рекордерка, а побољшала је свој рекорд на 1:58,67 дана 9. августа 2012. у полуфиналу на 800 м на Олимпијским играма 2012. године. На церемонији отварања Олимпијских игара 2016. у Рију, носила је заставу Бурундија. Освајачица је сребрне медаље на Олимпијским играма у Рију 2016. године у трци на 800 метара. Златне медаље освојила је у трци 800 м на Светском првенству у атлетици у дворани 2016 у Портланду и 2 године касније у Бирмингему.

## Значајнији резултати
| Датум | Такмичење                   | Место                        | Пласман | Резултат   | Детаљи |
| ----- | --------------------------- | ---------------------------- | ------- | ---------- | ------ |
| 2012  | Афричко првенство           | Порто Ново, Бенин            |         | 1:59,11    | [ 3 ]  |
| 2012  | Олимпијске игре             | Лондон, Уједињено Краљевство | 5.      | 1:59,63    | [ 4 ]  |
| 2016. | Светско првенство у дворани | Портланс, САД                |         | 2:00,01    | [      |
| 2016. | Олимпијске игре             | Рио де Женеиро, Бразил       |         | 1:56,49    | [ 6 ]  |
| 2017  | Светско првенство           | Лондон, Уједињено Краљевство |         | 1:55,92    | [ 7 ]  |
| 2017  | Дијамантска лига            | Дијамантска лига             | 2.      | 1:55,47 НР | [ 8 ]  |
| 2018. | Светско првенство у дворани | Бирмингем                    |         | 1:58,31    | [ 9 ]  |

## Лични рекорди
| Дисциплина | Дисциплина   | Резултат   | Место     | Датум         |
| ---------- | ------------ | ---------- | --------- | ------------- |
| 800 м      | на отвореном | 1:53,47 НР | Монако    | 21. јул 2017. |
| 800 м      | у дворани    | 1:58,31 НР | Бирмингем | 4. март 2018. |